# Paloma Valdés
María Josefa Paloma Filgueira y Rubio, coneguda artísticament com a Paloma Valdés (Valladolid, 23 d'octubre de 1943) és una actriu espanyola.

## Biografia
S'inicia en la interpretació a la seva ciutat natal a través del Teatro Español Universitario, instal·lant-se poc després en Madrid. En aquesta ciutat debuta en cinema de la mà de León Klimovsky, amb la pel·lícula Llegaron los franceses.
Emprèn llavors una breu carrera en la pantalla gran, que li porta a treballar al costat de Juan de Orduña a El amor de los amores (1961), Fernando Fernán Gómez a La venganza de Don Mendo (1961), Luis Saslavsky a El balcón de la luna (1962), Juan Antonio Bardem a Los inocentes (1963) o Pedro Lazaga a Los guardamarinas (1966).
En la segona meitat dels anys seixanta, la seva trajectòria deriva cap a la televisió i intervé, entre d'altres, en la sèrie Diego de Acevedo (1966), amb Paco Valladares així com en nombrosos episodis d'espais com Historias para no dormir (1966-1968), de Narciso Ibáñez Serrador, Estudio 1 o Novela.
En 1971, després de contreure matrimoni, es retira definitivament del món de la interpretació.
En 1963 va rebre el premi a la millor actriu als Premis del Sindicat Nacional de l'Espectacle de 1962, per Los Inocentes.

## Filmografia
- La venganza de Don Mendo (1961)
- Milagro a los cobardes (1962)
- El balcón de la luna (1962)
- Los inocentes (1963)
- Los guardamarinas (1966)
- Camerino sin biombo (1967)
- Encrucijada para una monja (1967)
- Escuela de enfermeras (1968)